# 15855 Mariasalvatore
15855 Mariasalvatore este o planetă minoră (asteroid), cu un diametru de 2,662 km, din centura de asteroizi. A fost descoperită pe 14 februarie 1996 la stazione osservativa di Asiago Cima Ekar⁠(d) de Maura Tombelli⁠(d). 
Obiectul prezintă o orbită caracterizată de o semiaxă mare de 2,2834735 UAi, o excentricitate de 0,09, o înclinație de 4,40283 ° în raport cu ecliptica.